# Calileptoneta briggsi
Calileptoneta briggsi är en spindelart som beskrevs av Ledford 2004. Calileptoneta briggsi ingår i släktet Calileptoneta och familjen Leptonetidae. Inga underarter finns listade.